# Désoxyadénosine
La désoxyadénosine est un désoxyribonucléoside dérivé de l'adénosine, dont elle diffère par le remplacement du groupe hydroxyle –OH par un atome d'hydrogène en position 2' du résidu ribose de la molécule.